# Municipio de Mars Hill (condado de Lafayette, Arkansas)
Mars Hill Township es un municipio del condado de Lafayette, Arkansas, Estados Unidos. Según el censo de 2020, tiene una población de 118 habitantes.
Es una subdivisión exclusivamente geográfica, puesto que el estado de Arkansas ya no utiliza la herramienta de los townships como gobiernos municipales. A pesar de que la denominación está en desuso, la Oficina del Censo continúa actualizando los datos con fines exclusivamente estadísticos.

## Geografía
Está ubicado en las coordenadas 33°15′45″N 93°33′29″O / 33.26250, -93.55806 (33.262427, -93.557981). Según la Oficina del Censo de los Estados Unidos, tiene una superficie total de 139.03 km², de la cual 138.52 km² corresponden a tierra firme y 0.51 km² es agua.

## Demografía
Según el censo de 2020, hay 118 personas residiendo en la zona. La densidad de población es de 0.85 hab./km². El 77.97 % de los habitantes son blancos, el 18.64 % son afroamericanos, el 0.85 % es asiático y el 2.54% son de una mezcla de razas. Del total de la población, el 0.85 % es hispano o latino.